# Машинобудування
Термін «машинобудування» має декілька нерозривно пов'язаних між собою смислових значень:
- Машинобудування або машинобудівна промисловість (англ. Machine industry) — найважливіша комплексна галузь обробної промисловості, яка включає проєктування, виробництво й експлуатацію машин та інструментів.
- Машинобудування (англ. Mechanical engineering) — галузь науково-технічних знань, яка застосовує принципи інженерії, фізики і матеріалознавства для проєктування, дослідження, виробництва і технічного обслуговування механічних систем.[1][2]
- Машинобудування — напрям підготовки фахівців у вищих навчальних закладах за освітньо-кваліфікаційним рівнем бакалавра[3] або спеціальність за освітньо-кваліфікаційним рівнем спеціаліста чи магістра.[4]
- Машинобудування — навчальна дисципліна, яку вивчають майбутні фахівці в галузі машинобудування та у споріднених із нею галузях виробництва. Це одна із найстаріших і найбільш комплексних інженерних дисциплін.

## Загальний опис
Машинобудування (як галузь промисловості) виникло в ході промислової революції в Європі у 18 столітті, але за його становленням і розвитком можна простежити протягом кількох тисячоліть у всьому світі. Машинобудування пов'язане із будівництвом авіаційної та космічної техніки, металургією, виробництвом будівельних машин, технологічного устаткування та верстатів, обладнання для нафтовидобувної, нафтохімічної, хімічної промисловостей та інших галузей.
Машинобудування (як наука та навчальна дисципліна) зародилося в 19 столітті в результаті впровадження у виробництво відкриттів у галузі фізики. Інженерні спеціальності вимагають розуміння та фундаментальних знань у таких галузях, як механіка, кінематика, термодинаміка, матеріалознавство, електротехніка, електроніка, структурний аналіз та ін.
Із розвитком та мініатюризацією об'єктів машинобудування значного розвитку набувають такі галузі, як композити, мехатроніка, нанотехнології, робототехніка. Інженери-механіки можуть також працювати в галузі біомедичної інженерії, зокрема, біомеханіки, транспортних явищ, біонанотехнології і моделювання біологічних систем, як, наприклад, механіки м'яких тканин.
Разом із цим, інженери-механіки можуть застосовувати такий інструментарій, як програмні продукти, що дозволяють моделювати будь-які технічні об'єкти і їх роботу, проводити віртуальні випробування цих моделей, застосовувати комп'ютеризовані системи автоматизованого проєктування та системи неперервного управління життєвим циклом продукції для того, щоб проєктувати заводи-виробники, промислове устаткування і верстати, системи опалення і охолодження, транспортні системи, авіаційні засоби, водні судна, робототехніку, медичні прилади, зброю тощо.

## Історія розвитку машинобудування

Архімедів гвинт приводився в дію вручну і міг ефективно піднімати воду, як це демонструє на анімації червона кулька

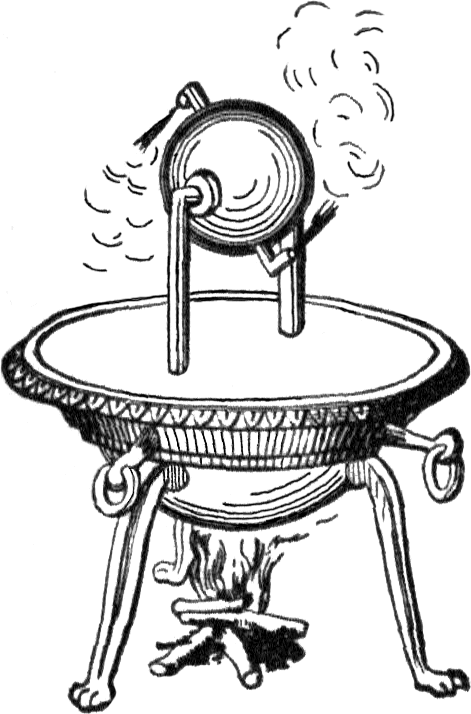
Парова турбіна Герона

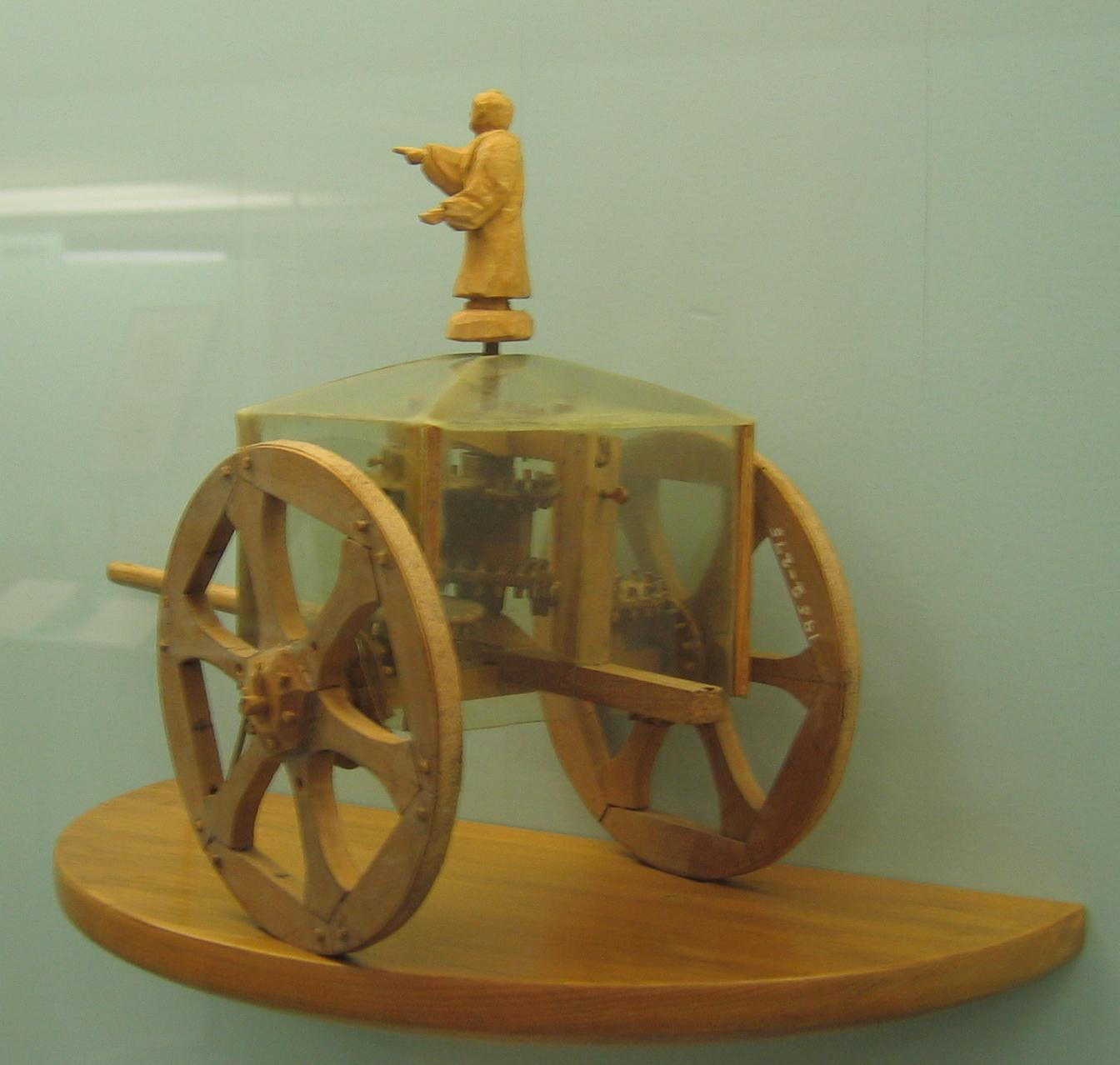
Модель візка із «немагнітним компасом», створена Ма Цзюнем (Музей науки в Лондоні)

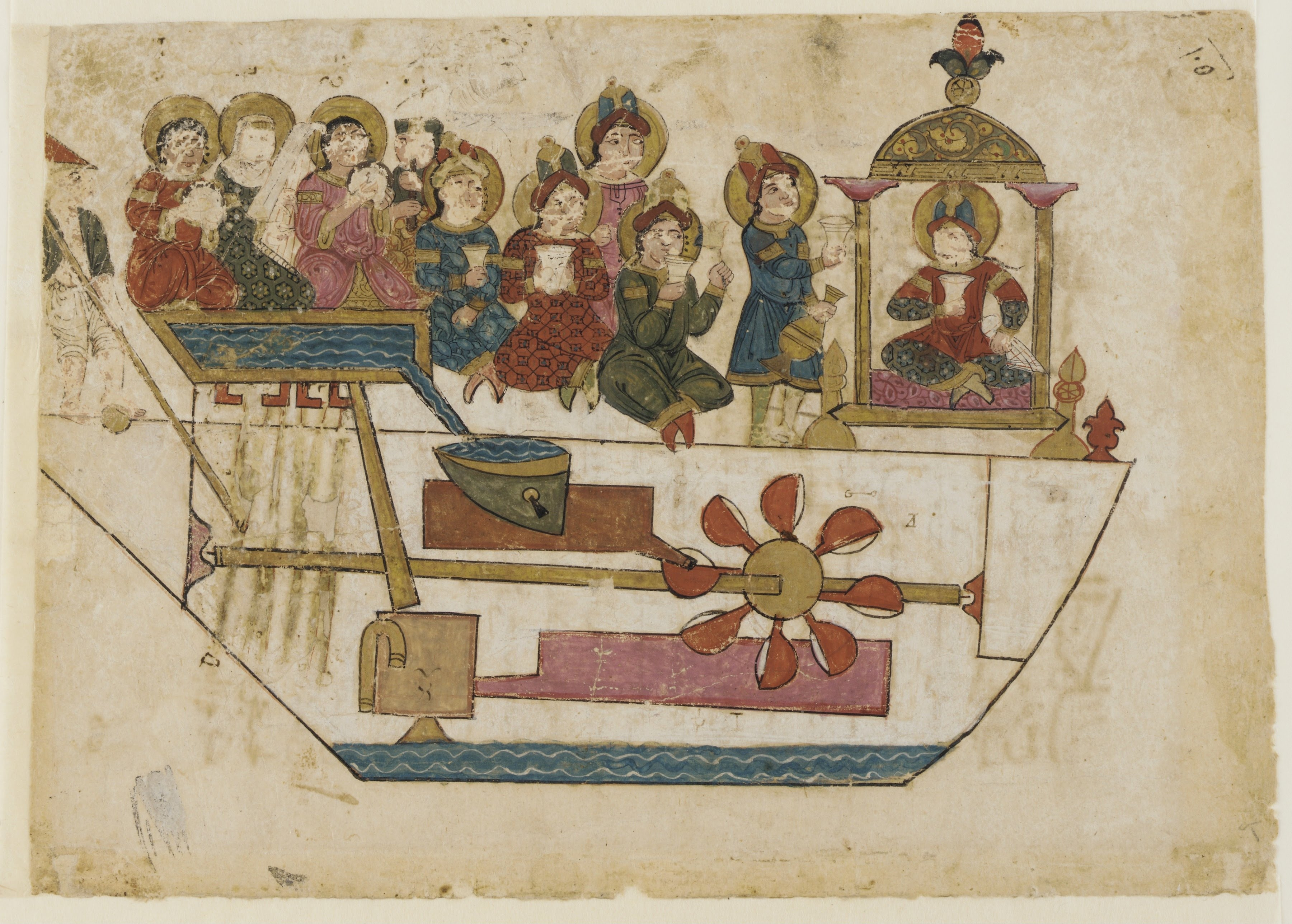
Музичний «автомат» Аль-Джазарі

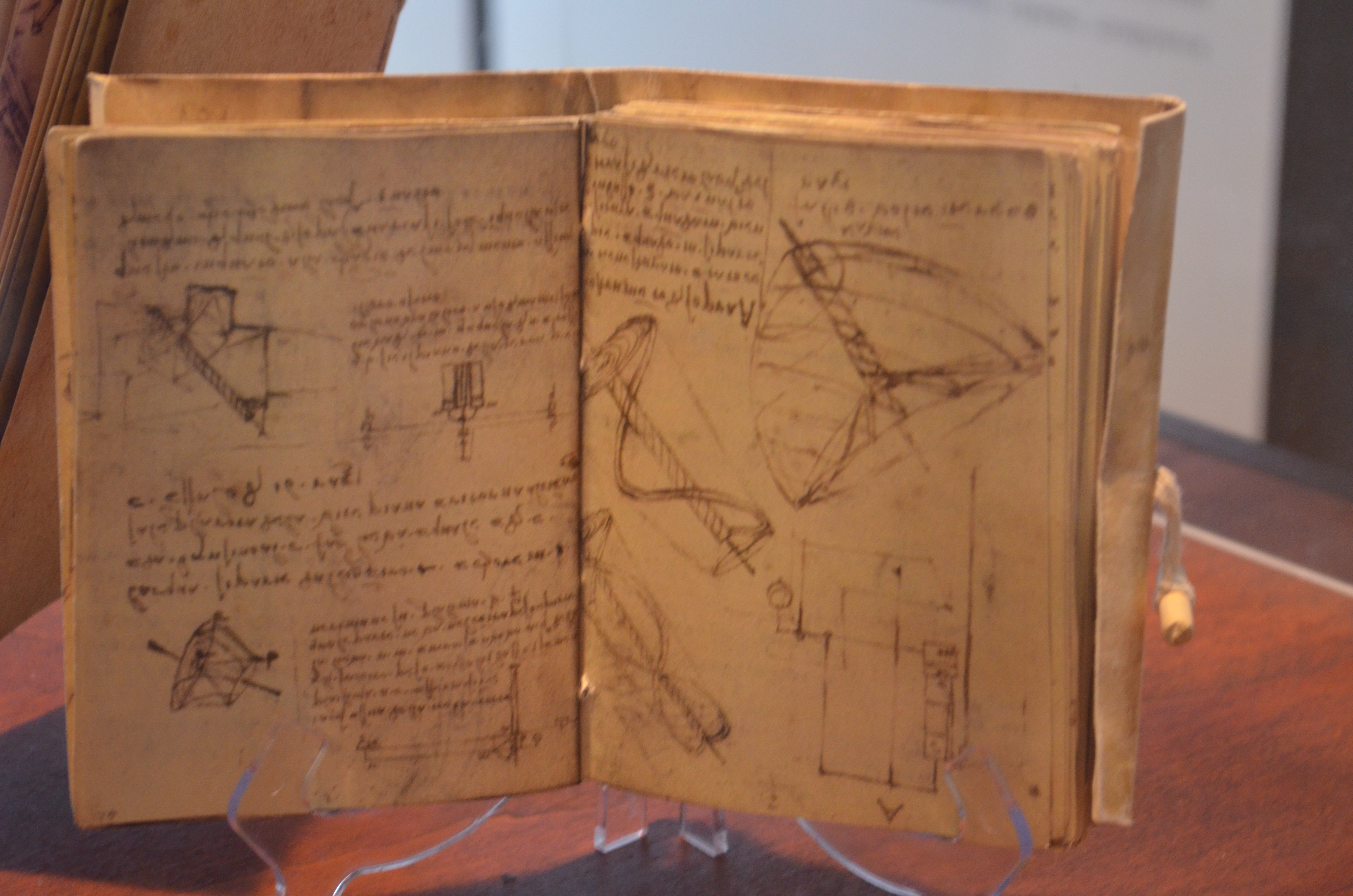
Рукопис Леонардо да Вінчі на виставці в Києві

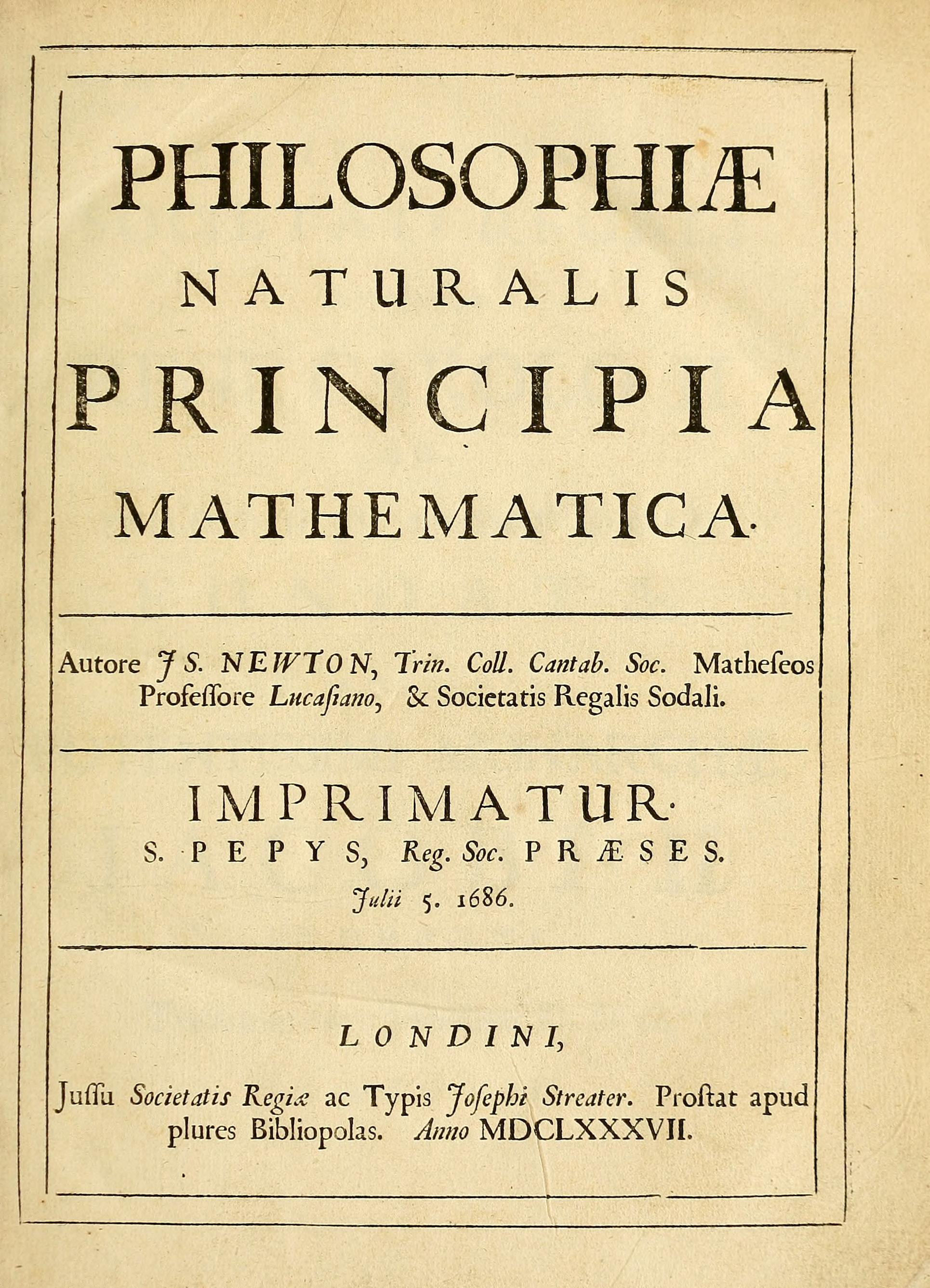
Начала, у яких Ісаак Ньютон заклав основи класичної механіки

Письмові свідчення про перші кроки і здобутки в галузі створення і застосування машин і механізмів можна віднайти в архівах різних суспільств стародавнього світу та середньовіччя всього людства.
Роботи Архімеда (287—212 р. до н. е.) в Стародавній Греції у галузі механіки значно вплинули на становлення і розвиток машинобудування. Герон Александрійський (бл. 10—70 р. н. е.) створив перший «паровий двигун» (Парова турбіна Герона). Перші аналогові обчислювальні пристрої були винайдені і застосовувалися ще до нашої ери. Найвідомішим з них є астролябія, винайдена в Елліністичний період, приблизно, 150 років до н. е. Винахідник невідомий, хоча першість часто приписується Гіппарху. Більш складним і загадковим пристроєм є антикітерський механізм, який датується 70-ми роками до н. е., і який являє собою аналоговий обчислювальний пристрій для астрономічних обчислень, можливості якого до кінця ще не досліджені.
У Стародавньому Китаї префект міста і тодішньої префектури Наньян, інженер і винахідник Ду Ши у 31-му році нашої ери вперше застосував поступально-зворотний механізм із приводом від водяного колеса для приведення в дію міхів, що наддували повітря у домну для виплавляння чавуну. Чжан Хен (78—139 н. е.) поліпшив водяний годинник і винайшов сейсмометр. Ма Цзюнь (200—265 н. е.) виготовив немагнітний компас у вигляді візка із диференціалами. Дерев'яна фігурка на візку постійно вказувала потрібний напрямок руху незалежно від траєкторії за рахунок з'єднання із колесами за допомогою диференціалів. Якщо траєкторія не змінювалась і візок рухався по прямій, то кутові швидкості коліс були однаковими і фігурка не рухалась. Якщо траєкторія руху починала змінюватися, змінювалися і кутові швидкості обертання коліс, що спричиняло повертання фігурки. Якщо візок рухався по колу, фігурка, обертаючись, вказувала на одну і ту ж точку. Середньовічний китайський годинникар та інженер Су Сун (1020—1101 н. е.) впровадив спусковий механізм у свій астрономічний годинник-башту за два століття раніше, від того, як такий спуск можна було віднайти в годинниках середньовічної Європи, а також, першу в світі ланцюгову передачу, відому як «нескінченний привод». Бі Шен (990—1051), перший у світі у 1040-х роках винайшов прототип друкарського верстата із ручним набором порцелянових літер, а Ван Чжень (1290—1333), автор енциклопедичної праці «Нун шу», вдосконалив конструкцію та використав більш довговічні дерев'яні літери.
У роки золотої доби ісламу, приблизно з 7-го до 15-го століття, значний внесок у розвиток технологій механіки та машинобудування зробили ісламські винахідники. У 1206 році Аль-Джазарі, який був одним з них, написав свою знамениту «Книгу знань про геніальні механічні пристрої», у якій представив багато механічних конструкцій. Його також вважають винахідником механічних елементів, які на даний час є основою таких поширених механізмів, як колінчастий і кулачковий вали.
Неоціненний вклад у розвиток машинобудування, як галузі знань, виду інженерної діяльності та проєктування машин вніс найвизначніший вчений, мислитель, літератор, художник, анатоміст, архітектор, винахідник та інженер епохи відродження Леонардо да Вінчі. Його винаходи та геніальні конструктивні передбачення набагато випередили епоху. До них належать ескізи проєктів ливарної печі, прокатного стану, ткацьких, деревообробних, та друкарських верстатів, підводного човна, танка, серії планерів, парашута та інших.
Важливі досягнення в галузі наукових основ машинобудування відбулися в Англії в 17 столітті, коли сер Ісаак Ньютон сформулював свої три закони Ньютона, розробив основи математичного аналізу та заклав фундамент теоретичних засад класичної фізики. Ньютон неохоче публікував свої методи і закони протягом багатьох років, але, врешті-решт, його переконали зробити це колеги, такі як сер Едмонд Галлей, який також оприлюднив свої праці на благо всього людства. Ґотфрід Лейбніц, якому приписують створення двійкової системи числення та механічного калькулятора (арифмометра), також зробив значний внесок у розвиток математичного аналізу та написав відомий трактат «Dynamica» з аналітичної механіки.
Промислова революція XVIII століття призвела до винаходів прядильної машини, ткацького верстата, парової машини, як універсального двигуна, та інших машин. Це спричинило необхідність «створення машин для виробництва машин» і започаткувало виникнення верстатобудування, як окремої галузі машинобудування, забезпечивши виробництво машин і двигунів, необхідних для приведення їх в дію. У 1848 році Йоганн фон Ціммерманн (англ. Johann von Zimmermann) (1820—1901) заснував перший завод шліфувальних верстатів у Хемніці, Німеччина.
Перехід від мануфактури до машинного виробництва відкрив епоху великої машинної індустрії, ознаменував технічний переворот, поділ праці, виникнення нових професій та їх вузької спеціалізації і загальне ламання суспільних відносин.
Інженери-механіки почали об'єднуватися у спілки та товариства. Перше британське професійне товариство інженерів-механіків було засноване 1847 року як «Інституція інженерів-механіків» (англ. Institution of Mechanical Engineers (IMechE)), через тридцять років після цього британські інженери утворили таке ж професійне товариство — «Інституцію цивільних інженерів» (англ. Institution of Civil Engineers (ICE)). 1880-го року в Сполучених Штатах було створене Американське товариство інженерів-механіків (англ. American Society of Mechanical Engineers (ASME)), яке стало третім таким професійним інженерним товариством, після «Американського товариства цивільних інженерів» (англ. American Society of Civil Engineers) (1852) і «Американського інституту гірничих інженерів» (англ. American Institute of Mining Engineers) (1871).
Першими навчальними закладами в Сполучених Штатах, які започаткували інженерну освіту в галузі машинобудування, були:
- Військова академія Сполучених Штатів (англ. United States Military Academy) в 1817 році;
- навчальний заклад, тепер відомий як Норвічський університет (англ. Norwich University) в 1819 році;
- Політехнічний інститут Ренсселера (англ. Rensselaer Polytechnic Institute) в 1825 році.

Освіту в галузі машинобудування історично було засновано на міцному підґрунті в галузях математики і природничих наук.
Машинобудування України виникло ще в середині XIX сторіччя. Наявність металу, вигідне транспортно-географічне розташування, висока концентрація сільськогосподарського виробництва сприяли розвитку важкого, транспортного і сільськогосподарського машинобудування.
Основними елементами розвитку сучасного машинобудування є вдосконалювання засобів виробництва, методів організації виробництва (наприклад використання технологій серійного й масового виготовлення), перехід до стандартизації, автоматизації й інформаційного забезпечення процесів.

## Освітні рівні у галузі машинобудування
Різні університети усього світу пропонують різні освітньо-кваліфікаційні рівні в галузі машинобудування.
В Бразилії, Ірландії, Філіппінах Пакистані, Китаї, Греції, Туреччині, Північній Америці, Південній Азії, Індії, Домініканській Республіці та в Сполученому Королівстві навчальні програми в галузі машинобудування зазвичай займають чотири-п'ять років і дозволяють здобути ступені:
- бакалавра техніки (англ. Bachelor of Engineering — B.Eng. або B.E.);
- бакалавра наук (англ. Bachelor of Science — B.Sc. або B.S.);
- бакалавра технічних наук (англ. Bachelor of Science Engineering — B.Sc.Eng. або B.S.E.);
- бакалавра-технолога (англ. Bachelor of Technology — B.Tech.);
- бакалавра-механіка (англ. Bachelor of Mechanical Engineering — B.M.E.);
- бакалавра прикладних наук (англ. Bachelor of Applied Science — B.A.Sc.), без, або із зазначенням «в галузі машинобудування».

В Іспанії, Португалії та в більшості держав Південної Америки, де ні навчальні програми бакалавра наук, ні навчальні програми бакалавра-технолога не прийняті, освітньо-кваліфікаційний рівень фахівця має назву «інженер-механік», і курс ґрунтується на п'яти або шести роках навчання.
В Італії курс ґрунтується на п'яти роках навчання, але для того, щоб вважатися інженером, потрібно скласти державний іспит в кінці курсу.
У Греції, курс базується на п'ятирічному навчальному плані. Крім цього студент має розробити «Тезиси Диплому» (аналог дисертації), після завершення чого він отримує «диплом», а не ступінь бакалавра наук. Для підтвердження диплому «Інженер» (англ. «Certified Engineer») необхідно завершити навчальний чотирирічний курс інженерних досліджень у «Технологічному Освітньому Інституті» (англ. Technological Educational Institute — TEI).
В Австралії присуджують ступінь бакалавра техніки (машинобудування) або споріднених ступенів, причому, окрім цих ступенів, є ще розширена номенклатура спеціалізацій. Термін навчання для здобуття зазначених ступенів становить чотири роки очного навчання. Перед присудженням ступеня студент повинен набути досвіду роботи, попрацювавши три місяці в інженерній фірмі. Для забезпечення якості рівня підготовки інженерних спеціальностей Інститут інженерів Австралії (англ. Institution of Engineers Australia — IEAust) акредитує інженерні спеціальності, які присуджуються австралійськими університетами, згідно з Глобальною Вашингтонською угодою (англ. Global Washington Accord). Схожа система діє також і в Південній Африці під наглядом «Інженерної ради Південної Африки» (англ. Engineering Council of South Africa — ECSA).
Навчальні програми з машинобудування в Канаді акредитовані Канадською Радою з Акредитації Інженерної діяльності (англ. Canadian Engineering Accreditation Board — CEAB). У Сполучених Штатах більшість навчальних програм для здобуття ступеня бакалавра машинобудування акредитовані Радою з Акредитації інженерних і технічних наук (англ. Accreditation Board for Engineering and Technology — ABET) для забезпечення стандартних і аналогічних вимог навчальних програм у різних університетах. На вебсайті АВЕТ розміщено перелік 302 акредитованих навчальних програм з машинобудування станом на 11 березня 2014 року. У більшості держав, у яких пропонуються інженерні ступені, є подібні системи та установи з акредитації.
Фахівці, які здобули освітньо-кваліфікаційний рівень «бакалавр», можуть продовжувати навчання в магістратурі чи в аспірантурі для здобуття ступенів:
- магістра техніки (англ. Master of Engineering — M.Eng. або MEng або ME);
- магістра-технолога (англ. Master of Technology — M.Tech. або MTech);
- магістра наук (англ. Master of Science — M.Sc. або MSc);
- магістра управління інженерними проєктами (англ. Master of Engineering Management — M.Eng.Mgt. або M.E.M.);
- доктора філософії в техніці (англ. Doctor of Philosophy in Engineering — Eng.D. чи просто Ph.D.) або ступінь інженера.

Здобуття ступенів магістра та інженера можуть включати, а можуть і не включати дослідження. Здобуття ступеня доктора філософії включає суттєву дослідницьку складову і часто розглядається як відправна точка входження до наукового світу. У деяких освітніх системах ступінь інженера вважається перехідним рівнем між магістратурою та докторантурою.
В Україні до приєднання її до Болонського процесу освітньо-кваліфікаційними рівнями в галузі машинобудування були:
- молодший спеціаліст;
- інженер (інженер-механік, інженер-конструктор, інженер-технолог, інженер-енергетик, інженер-кошторисник);
- кандидат технічних наук (після ухвалення Верховною Радою України 1 липня 2014 року Закону України «Про вищу освіту»[17] науковий ступінь «кандидата технічних наук» прирівнюється до наукового ступеня доктора філософії, як першого наукового ступеня).
- доктор технічних наук.

Отриманню диплома «інженер» передували п'ятирічний курс навчання, переддипломна практика на виробництві, дипломне проєктування, під час якого студент розв'язував практичні інженерні задачі виробництва, на якому проходив практику, та захист дипломного проєкту. Дипломний проєкт міг включати результати науково-дослідницьких та дослідно-конструкторських робіт, які виконував, чи у виконанні яких брав участь студент, хоча це не було обов'язковим. Часто захист дипломного проєкту проходив на цьому ж виробництві або на споріднених виробництвах. На захисті могли бути присутніми та могли брати участь у процедурі захисту будь-які представники даного виробництва.
Після приєднання України до Болонського процесу освітньо-кваліфікаційними рівнями в галузі машинобудування є:
- молодший бакалавр;
- бакалавр;
- магістр;
- доктор філософії (перший науковий ступінь);
- доктор технічних наук.

Приєднання українських навчальних закладів до болонського процесу передбачає перехідний період, протягом якого продовжують присвоєння освітньо-кваліфікаційного рівня «спеціаліст», присвоєння якого по завершенні цього періоду буде скасоване. Умови присвоєння даного кваліфікаційного рівня є аналогічними до умов присвоєння освітньо-кваліфікаційного рівня «інженер».
Здобуттю ступеня «бакалавр» передує чотирирічний курс навчання і державний іспит. Отриманню диплома «спеціаліст» передує річний курс навчання на базі здобутого освітнього рівня «бакалавр», переддипломна практика, дипломне проєктування і захист дипломного проєкту. Здобуттю ступеня «магістр» передують річний курс навчання на базі здобутих освітніх рівнів «бакалавр» чи «спеціаліст», магістерська науково-дослідницька практика, оформлення магістерської роботи та її захист.

## Навчальні програми та предмети
Стандарти, встановлені агенціями з акредитації у кожній країні, призначені забезпечити однаковість матеріалу основоположних навчальних предметів у обсязі загальної підготовки, підвищувати ступінь компетентності серед інженерів-випускників, а також підтримувати довіру до інженерної професії в цілому. Інженерні навчальні програми, наприклад в США, які вимагаються Радою з акредитації «АВЕТ», повинні продемонструвати, що їхні студенти можуть працювати професійно як у галузі теплових, так і механічних систем". Однак, предмети, які входять до навчальних програм, і вивчення яких вимагається від випускників, можуть відрізнятися від програми до програми. Університети та технічні інститути часто можуть об'єднувати декілька навчальних предметів у єдиний курс, або ж розділити один предмет між декількома курсами, залежно від наявних факультетів та від основних напрямків досліджень, які проводяться у навчальному закладі.
До основних навчальних предметів в галузі машинобудування, як правило, входять:
- Математика (зокрема, математичний аналіз, диференціальні рівняння та лінійна алгебра);
- Основні природничі науки (в тому числі фізика та хімія);
- Статика і динаміка;
- Опір матеріалів та механіка деформованого твердого тіла;
- Матеріалознавство, композити;
- Термодинаміка, теплопередача, конвертування енергії та ОВК;
- Паливо, горіння, двигуни внутрішнього згоряння;
- Гідромеханіка (у тому числі гідростатика та гідродинаміка);
- Проєктування машин і механізмів (у тому числі, кінематика і динаміка);
- Вимірювальна техніка та вимірювання;
- Виробничі системи, технології чи технологічні процеси;
- Вібрація, теорія керування і теорія автоматичного керування;
- Гідравліка та пневматика;
- Мехатроніка та робототехніка;
- Інженерне проєктування і дизайн;
- Технічне креслення, системи автоматизованого проєктування (САПР) (англ. CAD) та автоматизованого виробництва (АСТПВ) (англ. CAM);[19][20]
- Основи математичного моделювання та математичне моделювання технологічних процесів.

Інженери-механіки також повинні розуміти та вміти застосовувати основні поняття з хімії, фізики, хімічних технологій, цивільного будівництва, електротехніки. До усіх навчальних програм у галузі машинобудування входять декілька семестрів вивчення математики, зокрема математичного аналізу, а також розширених математичних понять, у тому числі диференціальних рівнянь, диференціальних рівнянь із частинними похідними, лінійної алгебри, абстрактної алгебри, диференціальної геометрії та інших.
На додаток до основної навчальної програми з машинобудування, багато машинобудівних програм пропонують більш спеціалізовані програми і додаткові класи, такі як системи керування, робототехніка, транспорт і логістика, кріотехніка, паливні технології, автомобілебудування, біомеханіка, вібрації, оптики та інші, якщо для цих предметів відсутні окремі кафедри.
Більшість машинобудівних програм, окрім цього, вимагають виконання різної кількості науково-дослідницьких та дослідно-конструкторських проєктів для набуття практичного досвіду вирішення таких проблем. У Сполучених Штатах вимоги пройти одне або декілька практичних стажувань у процесі навчання є загальними для студентів машинобудівних спеціальностей, хоча це не є типовим правилом для університетів. Ще одним із варіантів є кооперативна освіта. Майбутні трудові навички проведення досліджень потребують участі у виконанні дослідницьких робіт, які підживлюють та стимулюють творчість студента.

## Ліцензування та сертифікація кваліфікаційного рівня інженерів
Інженери можуть звернутися за ліцензуванням (чи за сертифікацією свого кваліфікаційного рівня) до відповідних атестаційних комісій штатів, провінцій або національного уряду (залежно від держави). Мета цього процесу полягає у засвідченні того, що інженери володіють необхідними технічними знаннями, практичним досвідом і знаннями місцевої правової системи для здійснення інженерної діяльності на професійному рівні. Після ліцензування чи сертифікації інженеру присвоюють звання:
- професійний інженер (у США, Канаді, Японії, Південній Кореї, Бангладеш і Південній Африці);
- дипломований інженер (у Великій Британії, Ірландії, Індії, Німеччині та Зімбабве);
- дипломований професійний інженер (в Австралії та Новій Зеландії);
- європейський інженер (у більшості держав Європейського Союзу);
- зареєстрований інженер або професійний інженер (в Філіппінах і у Пакистані).

Ліцензії, дипломи чи сертифікати дипломованих інженерів чи європейських інженерів — це не підтвердження досвіду їх практичної діяльності — це підтвердження їх кваліфікаційного рівня.
В різних державах вимоги до процедури ліцензування чи сертифікації можуть відрізнятися.
У США, щоб стати ліцензованим «професійним інженером» (англ. licensed Professional Engineer — PE), інженер повинен скласти комплексний іспит з «Основ інженерної діяльності» (англ. Fundamentals of Engineering — FE), пропрацювати, як мінімум, 4 роки як «інженер-інтерн» (англ. Engineering Intern — EI), чи «інженер-стажер» (англ. Engineer-in-Training — EIT) і скласти іспит з «Основних принципів та практики» (англ. Principles and Practice — PE) або з «Інженерної практики» (англ. Practicing Engineer — PE) чи «Інженерної професійної діяльності» (англ. Professional Engineer — PE). Вимоги та етапи цього процесу викладені «Національною радою експертів з інженерних наук та маркшейдерської справи» (англ. National Council of Examiners for Engineering and Surveying — NCEES), яка складається з інженерних та маркшейдерських атестаційних комісій, що представляють усі штати і території США.
У Сполученому Королівстві Великої Британії та Північної Ірландії для того, щоб стати «дипломованим інженером-механіком» (англ. Chartered Mechanical Engineer — CEng), випускникам необхідно мати ступінь «бакалавра техніки» (англ. Bachelor of Engineering — BEng), плюс відповідний ступінь магістра, або комплексний ступінь магістра техніки (англ. Master of Engineering — MEng), як мінімум, 4 роки навчання в аспірантурі для досягнення компетентності в роботі, та звіт про розроблений кандидатом проєкт за обраною спеціальністю, рецензований «Інститутом інженерів-механіків» (англ. Institution of Mechanical Engineers — IMechE). Повне позначення такого диплому виглядає як «C.Eng MIMechE». Диплом «C.Eng MIMechE» також може бути отриманий через «Асоційовану екзаменаційну комісію Лондонського Інституту City and Guilds» (англ. City and Guilds of London Institute).
У більшості розвинених країн визначені інженерні задачі, такі, як проєктування мостів, електростанцій, і хімічних заводів, повинні бути затверджені професійним або дипломованим інженером. «Тільки інженер, який має ліцензію, може підготувати, підписати, оформити і представити технічні плани і креслення органам державної влади для офіційного затвердження, або для передання інженерних проєктів державним і приватним клієнтам». Ця вимога може бути записана в законодавчих актах штату чи провінції, як, наприклад, «Інженерний Акт» у канадських провінціях Онтаріо чи Квебек.
В інших країнах, таких як Австралія і Велика Британія, не існує такого законодавства. Однак, практично усі органи з підтвердження, незалежно від законодавства, дотримуються етичного кодексу, очікуючи, що всі члени будуть його дотримуватися, не ризикуючи бути виключеними.

## Сучасні інструменти інженера-механіка

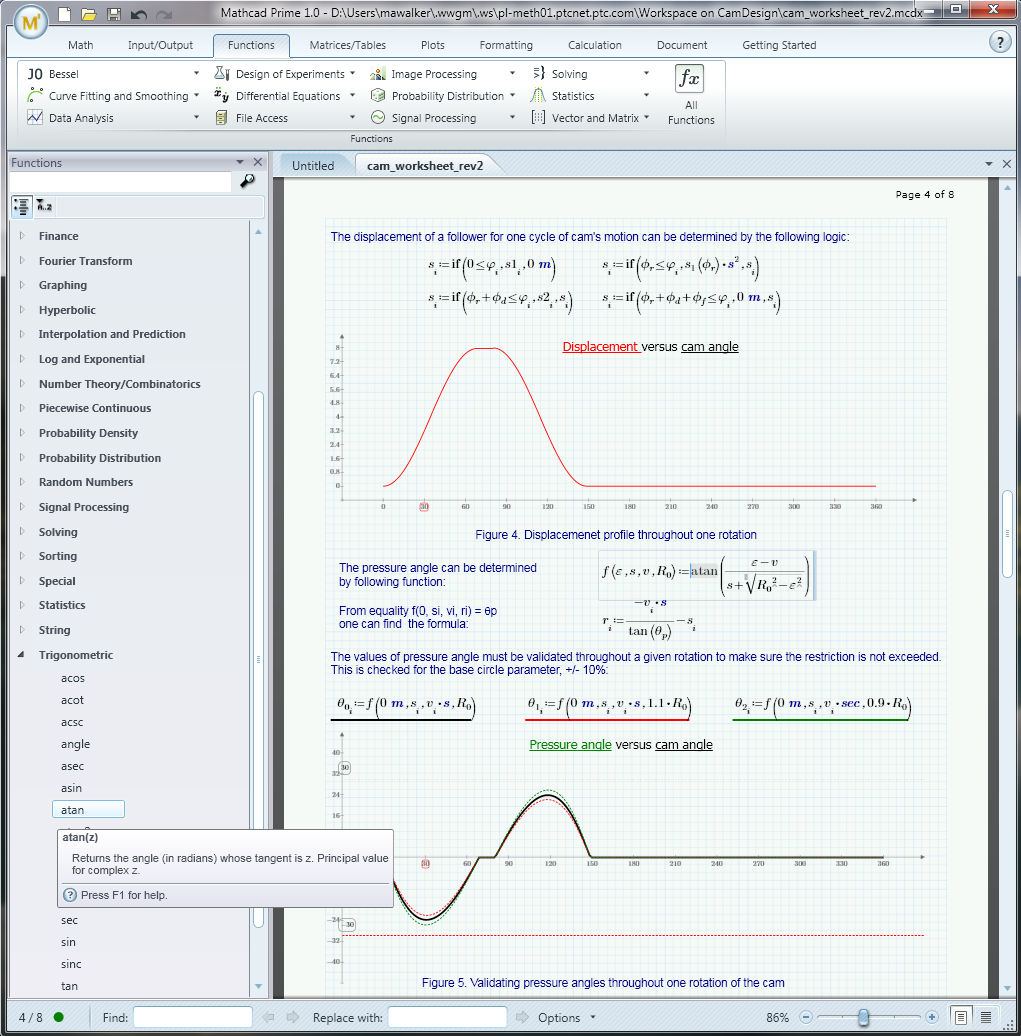
Інтерфейс MathCAD

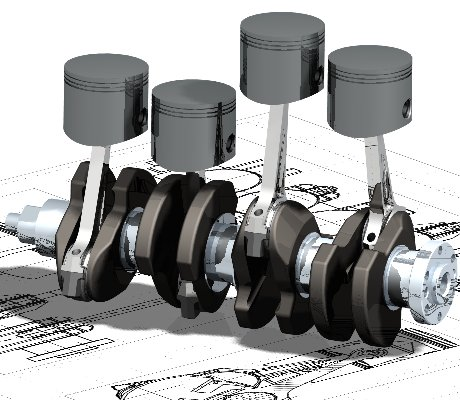
CAD-модель колінчастого вала

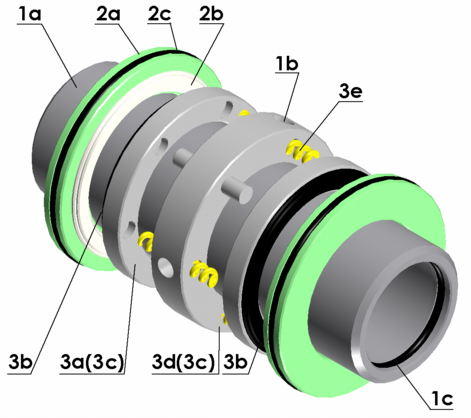
CAD-модель подвійного механічного ущільнення

3D-моделювання у системі КОМПАС-3D компанії АСКОН

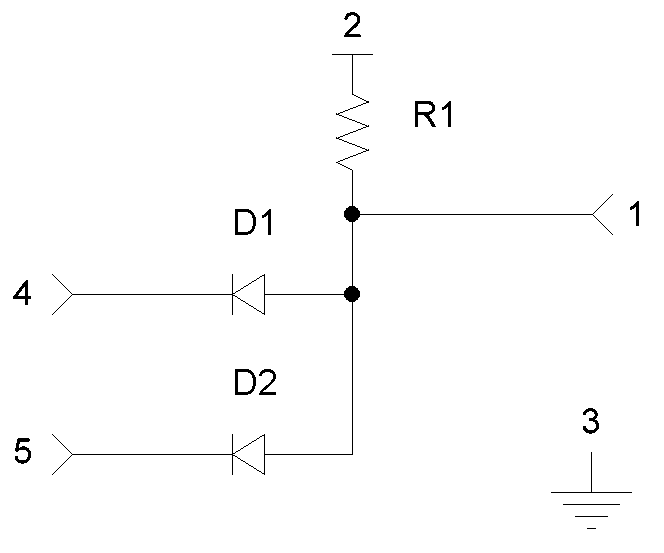
Фрагмент електричного кола у редакторі схем OrCAD

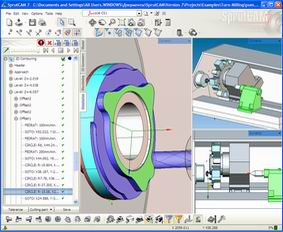
Інтерфейс SprutCAM під час розроблення технологічного процесу

Більшість сучасних машинобудівних компаній, особливо в промислово розвинених країнах, та навчальні заклади, які навчають для них фахівців, включають у свої програми пакети чи системи прикладного програмного забезпечення, які реалізують методи і засоби:
- автоматизації процесів випробувань, вимірювань, реєстрування і оброблення даних;
- математичного аналізу і математичної статистики;
- інженерних розрахунків і моделювання фізичних процесів під час виготовлення і експлуатації продукції (CAE);
- автоматизованого проєктування, розрахунків, віртуальних випробувань, прогнозування і оптимізації характеристик і доведення продукції (CAD);
- автоматизованого технологічного підготовлення виробництва продукції (CAM);
- неперервної підтримки життєвого циклу продукції (CALS).

Програмне забезпечення, яке реалізує ці та інші методи, може забезпечити можливість виконання окремих задач чи груп задач, та/або бути універсальним інструментом як інженера-механіка, так і машинобудівних компаній.

### Автоматизація процесів випробувань, вимірювань та реєстрування даних
Інженеру-механіку часто доводиться проводити випробування та вимірювання різних фізичних величин (напр., вага, сила, переміщення, швидкість, прискорення, деформація, тиск, температура, частота обертання тощо) і реєструвати процеси їх змінювання у часі. Зазвичай, виробники засобів випробувань та засобів вимірювальної техніки розробляють необхідне програмне забезпечення або вбудовані у засоби випробувань системи автоматизації, однак часто для полегшення цих процесів необхідно застосовувати або розробляти спеціалізовані програмні продукти. Найуніверсальнішим програмним продуктом для вирішення таких задач є система LabVIEW. Вона дозволяє створити «віртуальні засоби випробувань», які в автоматичному чи в автоматизованому режимі будуть проводити усі необхідні випробування, вимірювання, реєстрацію та первинне оброблення зареєстрованих даних. Усі створені «віртуальні засоби випробувань» узгоджуються із датчиками чи із системами перетворення, нормалізації та комутації їх сигналів. Аналізування та остаточне оброблення зареєстрованих даних можна проводити як засобами LabVIEW, так із застосуванням стандартних програмних засобів чи програмних засобів користувача.

### Інструменти математичного аналізу і статистики
Для вирішення завдань математичного аналізу і математичної статистики інженери-механіки можуть застосовувати такі сучасні пакети прикладного програмного забезпечення як MathCAD, MATLAB, Statistica тощо. Такі програмні продукти дозволяють легко вирішувати більшість стандартних задач вбудованими в них засобами, однак, якщо задача є нетипова чи нестандартна — необхідно розробляти спеціалізоване програмне забезпечення, для чого інженери застосовують мови програмування, такі як Fortran, BASIC, Pascal, C тощо. Процес програмування трудомісткий і вимагає багато часу, а тому для полегшення вирішення цих задач і розширення можливостей MathCAD розробляють та застосовують спеціалізовані пакети та/або бібліотеки, такі, наприклад, як електротехнічні, машинобудівні, будівельні тощо.

### CAE
Найяскравішими представниками програмного забезпечення для вирішення задач CAE є Ansys, Ліра та ряд інших, які надають можливість пересічному користувачеві легко реалізувати методи скінченних елементів, методи скінченних різниць чи методи скінченних об'ємів для моделювання і дослідження як механічних систем, так і теплових систем, гідрогазодинамічних систем, електромагнетичних систем тощо. Такі програми мають інструменти для формування різних конструкцій і конструктивних елементів, аналізування, дослідження та прогнозування їх характеристик і реакцій на очікувані навантаження чи впливи навколишнього середовища, у тому числі, втомленості матеріалу та технологічних факторів.
Використовуючи CAE-програми, команда конструкторів може з легкістю та з малими затратами часу і ресурсів багаторазово повторювати процеси проєктування для вдосконалювання продукції, яка краще задовольнятиме обмеження вартості, продуктивності тощо. Ніякий фізичний прототип не створюється, допоки процес проєктування не наблизиться до завершення, дозволяючи віртуально оцінити сотні, а то і тисячі варіантів конструкцій замість оцінювання декількох фізичних прототипів. Крім цього, CAE-програми можуть моделювати складні фізичні явища і процеси, які не можуть бути вирішеними «вручну», наприклад, в'язкоеластичності, комплексного контакту між сполученими деталями або неньютонівських рідин.

### CAD
На ринку програмного забезпечення України найширше представлені програмні продукти для вирішення CAD-задач. До найпоширеніших і найвідоміших можна віднести такі системи автоматизованого проєктування, як AutoCAD, Inventor, NX, КОМПАС та інші. Ці системи надають можливість двовимірного параметричного креслення та тривимірного твердотільного моделювання як окремих деталей, так і їх збірок. Розроблення та друкування креслень, виходячи із 3D-моделей, суттєво підвищує продуктивність і якість праці конструктора. Ведуться і успішно реалізуються роботи із забезпечення можливості застосування в роботі результатів 2D- та 3D-сканування. Розвиток можливостей принтерів, які забезпечують можливість 3D-друкування, фантастично розширює можливості розвитку нових машинобудівних технологій. Застосування із програмними продуктами спеціально розроблених спеціалізованих бібліотек дозволяє паралельно із процесом моделювання чи розроблення креслень проводити інженерні розрахунки та віртуальні випробування створюваної продукції. Наприклад, для автоматизованого проєктування у програмному середовищі КОМПАС компанією АСКОН пропонуються спеціалізовані бібліотеки:
- ShaftPlus — розрахунку і проєктування редукторів;
- Elmotors — підбору приводних електродвигунів;
- Stamp — розрахунку і проєктування деталей, які виготовляються штампуванням, та обладнання для їх виготовлення;
- Spring — розрахунку і проєктування пружин та пружних елементів;
- Metcon — розрахунку і проєктування металоконструкцій тощо.

Для проєктування електричних і електронних об'єктів (від подільника напруги до комп'ютеризованих систем) пропонуються спеціалізовані пакети програмного забезпечення, типовими з яких є OrCAD, P-CAD, Altium Designer, Electronics Workbench тощо.

### CAM
До інженерних CAM-інструментів належать програмно-обчислювальні комплекси, які окрім традиційних програм і комп'ютерів, можуть включати і засоби їх зв'язку (АЦП, ЦАП, комутатори та інші) із виробничим і технологічним обладнанням, наприклад, із верстатами з числовим програмним керуванням та, навіть, із роботами, що можуть працювати під контролем і керуванням CAM-програм. Загальними функціями є:
- розроблення технологічних процесів виготовлення деталей на верстатах із числовим програмним керуванням;
- керування верстатами, виконавчими механізмами, роботами та технологічними процесами під час виготовлення продукції;
- автоматизація функцій управління (планування, контролю, постачання, транспортування, …) виробництвом, окремими відділеннями, виробничими лініями, цехами та цілими підприємствами, системами якості, системами захисту довкілля тощо.

Програмні комплекси ГеММа3D, SprutCAM та ряд інших забезпечують автоматизоване розроблення технологічних процесів виготовлення чи оброблення деталей на верстатах із числовим програмним керуванням, із застосуванням операцій фрезерування, свердління, електроерозійного різання, різання, вирубування, гравірування, токарних операцій тощо. Програмний комплекс Вертикаль дозволяє проєктувати технологічні процеси планування, підготовки, управління та виготовлення продукції (у тому числі, і на верстатах із ЧПУ), формувати замовлення та роботу із субпідрядниками, вести технічну і ділову документацію оцінювати затрати матеріальних і трудових ресурсів тощо.

### CALS
Найуніверсальнішими і найпотужнішими інженерними інструментами в галузі машинобудування, і не тільки у ній, є програмні продукти, які створені, і які функціонують на базі концепції, ідеології та на принципах застосування єдиного інтегрованого інформаційного середовища, які побудовані за CALS-технологіями, що реалізують колегіальність та взаємодію усіх учасників в єдиній системі проєктування, виробництва, обслуговування та ремонту продукції і які пов'язують між собою замовників, постачальників і споживачів продукції. CALS-системи базуються на комплексах міжнародних стандартів серії ISO 10303, які встановлюють єдиний підхід до комп'ютерної інтерпретації, мови розмітки сторінки (DocBook), математичного та тривимірного опису об'єктів, векторної (IGES) та растрової графіки CALS-формату, електронного обміну даними тощо. Це робить можливим обмін даними та документами і використання одних і тих же розробок як у CAE-системах, так і в CAD та в CAM-програмах. Технологія дозволяє створювати «віртуальні підприємства», у рамках яких об'єднуються постачальники, проєктанти, виробники як окремих складових частин, оснащення, чи складальники готової продукції, так і розробники технологічної і експлуатаційної документації та надавачі логістичних послуг, які «розкидані» по усьому світу.
Реалізацію концепції можна продемонструвати на взаємозв'язку програмних комплексів КОМПАС і ГеММа3D через IGES-формат. Програмні комплекси Вертикаль та Лоцман забезпечують підтримку проєктів протягом майже всіх етапів життєвого циклу продукції. Яскравим представником реалізації концепції CALS-технологій є пакет програмного забезпечення SolidWorks, що є ядром інтегрованого комплексу прикладних програм, які вирішують завдання CAE/CAD/CAM/CALS.

## Об'єкти виробництва
Об'єктом машинобудівного виробництва є виріб, яким називають продукт кінцевої стадії виробництва. Ним може бути будь-який предмет, або множина предметів виробництва, які виробляють на підприємстві. Для автомобільного заводу виробом є автомобіль, для заводу двигунів — двигун, для заводу з виробництва заготівок — виливок, кованка тощо. Стандарти передбачають такі види виробів: заготівки, деталі, складальні одиниці, комплекси та комплекти.
Заготівка — виріб, з якого внаслідок зміни форми, розмірів, жорсткості поверхонь та властивостей матеріалу отримують деталь чи суцільну складальну одиницю. Деталь це виріб, який виготовляють без складальних операцій, наприклад, вал, шестерня, хромована гайка, трубка, що зварена з одного шматка металу та ін.
Складальна одиниця — виріб, складові частини якого з'єднуються між собою внаслідок виконання складальних операцій (згвинчування, склеювання, зварювання, запресовування, зшивання, розвальцьовування, заклепування), наприклад, автомобіль, верстат, редуктор, зварена ферма чи корпус.
Комплекс — дві та більше складальні одиниці, що з'єднані між собою на заводі, виготовлені складальними операціями та призначені для виконання взаємопов'язаних експлуатаційних функцій.
Комплект — два та більше виробів, не з'єднаних між собою та призначених для виконання однотипних функцій допоміжного характеру (запчастини, інструмент, пристрої, комплект вимірювальної апаратури).

## Типи машинобудівного виробництва
У машинобудуванні розрізнюють чотири основних типи виробництва: масове, серійне, одиничне та доморобне.
Належність виробництва до того чи іншого типу визначається способами виробництва, ступенем спеціалізації робочих місць, номенклатурою об'єктів виробництва та/бо їх кількістю, формою руху цих об'єктів по робочих місцях тощо.
Масове виробництво характеризується безперервним виготовленням обмеженої номенклатури виробів на вузькоспеціалізованих робочих місцях. Цей тип виробництва дозволяє механізувати і автоматизувати технологічний процес у цілому та організувати його більш економно.
Серійне виробництво характеризується виготовленням обмеженої номенклатури виробів (деталі виготовляють партіями, а складальні одиниці — серіями), що повторюється через певні проміжки часу, і широкою спеціалізацією робочих місць. Розділення серійного виробництва на велико-, середньо- та дрібносерійне умовне, тому що у різних галузях машинобудування за умови однієї і тієї ж кількості виробів у серії, але за суттєвої різниці їх розмірів, складності та трудомісткості виготовлення виробництво може бути віднесене до різних типів. За рівнем механізації та автоматизації багатосерійне виробництво наближається до масового, а дрібносерійне — до одиничного.
Одиничне виробництво відзначається виготовленням широкої номенклатури виробів в одиничних кількостях, що повторюється через невизначені проміжки часу або взагалі не повторюється. Робочі місця при цьому не мають визначеної спеціалізації. Значний відсоток технологічних операцій виконують вручну.
Доморобне виробництво — одиничне або дрібносерійне виробництво предметів із застосуванням ручної праці, зазвичай, на одному універсальному робочому місці. Практично усі технологічні операції виконують вручну. Характерною продукцією у галузі машинобудування є унікальні механізовані інструменти, транспортні засоби індивідуальної конструкції тощо.
Однією з ознак виробництва є коефіцієнт закріплення операцій, під яким розуміють відношення кількості всіх операцій, що виконуються протягом одиниці часу (місяць), до кількості робочих місць:
{\displaystyle K={}^{O}\!\!\diagup \!\!{}_{P}\;,}
де О — кількість різних операцій, що виконуються на робочих місцях дільниці або цеху протягом місяця; Р — кількість робочих місць на дільниці або в цеху.

## Галузі машинобудування по групах
Традиційне машинобудування поділяють на такі групи галузей: важке машинобудування; загальне машинобудування; середнє машинобудування; точне машинобудування; виробництво металевих виробів і заготівок; ремонт машин і устаткування.

### Важке машинобудування
До важкого машинобудування належать галузі, що виробляють обладнання для гірничої і металургійної промисловості, енергетичні блоки (енергетичне машинобудування), підйомно-транспортне устаткування.
- Гірниче машинобудування
  - Підприємства гірничого машинобудування та обладнання України
- Металургійне машинобудування
- Енергетичне машинобудування

### Загальне машинобудування
Загальне машинобудування представлено такими галузями, як транспортне машинобудування (залізничне, суднобудування, авіаційне, ракетно-космічна промисловість, але без автомобілебудування), сільськогосподарське, виробництво технологічного устаткування для різних галузей промисловості (крім легкої й харчової).
- Залізничне машинобудування
- Суднобудування
- Авіаційна промисловість
- Ракетно-космічна галузь
- Виробництво технологічного устаткування по галузях
  - Будівельне і комунальне машинобудування
  - Сільськогосподарське машинобудування
  - Хімічне машинобудування
  - Лісопромислове машинобудування

### Середнє машинобудування
До складу середнього машинобудування входять автомобілебудування, тракторобудування, верстатобудування, інструментальна промисловість, виробництво технологічного устаткування для легкої й харчової промисловості.
- Автомобільна промисловість
- Тракторобудування
- Верстатобудування
- Робототехніка
- Інструментальна промисловість
- Устаткування легкої промисловості
- Устаткування харчової промисловості
- Промисловість побутових приладів і машин

### Точне машинобудування
Див. також Точне машинобудування
Провідні галузі точного машинобудування — приладобудування, радіотехнічне й електронне машинобудування, електротехнічна промисловість.

Продукція галузей цієї групи винятково різноманітна — це оптичні прилади, персональні комп'ютери, радіоелектронні засоби, авіаційні прилади, волоконна оптика, лазери й комплектувальні елементи, годинники.
- Приладобудування

- Електротехнічне машинобудування
  - Електротехнічна промисловість
  - Радіотехнічна і електронна промисловість

### Виробництво металевих виробів і заготівок
- Виробництво ножових виробів, столових приладів, замкових і залізних виробів, фурнітури
- Виробництво масових металовиробів (дріт, канати, цвяхи, кріплення).

## Галузева структура та особливості розміщення машинобудування
Важке машинобудування випускає гірничошахтне, підйомно-транспортне, металургійне обладнання, устаткування для хімічного та будівельного комплексів, шляхові машини (бульдозери , екскаватори, котки, грейдери) тощо. Воно є металомістким, тому тяжіє до металургійних баз; водночас воно — громіздке, тому тяжіє до споживача. Продукція цієї галузі випускається невеликими партіями або навіть одиничними зразками (парові котли, турбіни, прокатні стани) і є трудомістким.
Рівнем розвитку важкого машинобудування виділяються насамперед розвинені країни, де є важка промисловість. Серед країн, що розвиваються, важке машинобудування орієнтується на добувну промисловість (видобуток нафти, газу, руди, вугілля) чи на металургійну промисловість (Індія, Бразилія, Аргентина).
Транспортне машинобудування складається з виробництва автомобілів, морських та річкових суден, локомотивів, вагонів, трамваїв, тролейбусів тощо. Воно орієнтується переважно на економічно розвинені країни, де є значний попит на цю продукцію, а також на сировинну базу.
Автомобілебудування позначене великою капіталомісткістю, а гостра конкуренція зумовлює високий рівень монополізації. Найбільшими монополіями з виробництва легкових автомобілів є «Вольво», «Даймлер-Бенц», ФІАТ, БМВ, «Дженерал-моторс», «Форд-мотор», «Тойота», «Нісан», «Опель».
Серед регіонів лідерство тримає Північна Америка. Серед країн виділяються США, Японія та Франція.
АвтоЗАЗ-Daewoo в Україні налагодив випуск автомобіля «Таврія» підвищеної якості та трьох моделей «Daewoo». В Чорноморську почато складання моделей Leganza, Nubira, Lanos.
Компанія General Motors у рамках сумісного підприємства АвтоЗАЗ-Daewoo інвестувала в автомобілебудування 100 млн дол. задля складання Opel Astra та Vectra. У Луцьку утворено СП із складання шостої моделі АвтоВАЗ, а в Мелітополі на базі нещодавно збудованого моторного заводу налагоджено випуск двигунів фірми «Рено», в тому числі для СП «Рено-ЛАЗ» з виробництва нових автобусів.
Випуск автомобілів у Росії знизився, Україна у 1998 р. випустила 25,7 тис. легкових автомобілів. Вантажне автомобілебудування зосереджено у таких країнах, як США, Канада, Японія, ФРН, Росія, Чехія, Білорусь. Тут виробляються вантажівки великої та середньої вантажопідйомності. Найбільші центри: Москва, Набережні Челни, Нижній Новгород у Росії, Мінськ та Жодіно у Білорусі, Дірборн у США, Нагоя у Японії, Копршивниця у Чехії (вантажівки «Татра») Японії (Mitsubishi, Nissan, Hino), Італії (Iveco), Швеції (Volvo), Франції (Renault), ФРН та США (Даймлер-Крайслер, Mercedes, MAN), а також моделі Scania та DAF. Росія з Україною утворили 4 СП із складання невеликих вантажівок «Газель» в Сімферополі, Чорноморську, Кременчуці та Київській області.
Виробництво автобусів зосереджено у ФРН («Мерседес»), Угорщині («Ікарус»), Україні (ЛАЗ), Росії (ПАЗ, ЛІАЗ), США, Японії, Швеції (Вольво), Франції (Рено).
Виробництво мотоциклів зосереджено в Японії (Suzuki, Jawa, Jamaha, Kawasaki, Honda); ФРН (BMW), Франції (Pegeout), США та Італії.
Локомотивобудування історично склалось там, де була розвинена мережа залізниць: у Західній Європі, Росії, Україні, США, Японії. У більшості розвинених країн випускають і використовують електровози (виняток США, де висока питома вага тепловозів), а в країнах, що розвиваються, застосовують тепловози і паротяги. Найновіші типи локомотивів запроваджує Японія, швидкість руху на її спеціальних швидкісних залізницях по Тихоокеанському поясу — найвища. У США розроблений новий тип швидкісного залізничного складу, який рухатиметься зі швидкістю 240 км/год і стане одним із найнадійніших з огляду на безпеку руху. В Україні тепловози та електровози виробляються у Луганську, Харкові та Дніпрі, трамваї — у Луганську, тролейбуси — у Дніпрі.
Морське машинобудування зосереджене у Японії; ця країна дає 38 % споруджуваного тоннажу. За обсягом військового суднобудування перед ведуть США. Від середини сімдесятих років швидко — за активної участі японських монополій та з використанням японського суднового обладнання — морське суднобудування розвивається у Південній Кореї (20 % світового обсягу), Сінгапурі, Бразилії. У Західній Європі найвищі темпи розвитку суднобудування — в Німеччині та Італії (відповідно 5,4 та 4,3 %). Китай у останній час витіснив з третього місця Німеччину і його питома вага становить 6,1 %.
В окремих країнах сформувалась певна спеціалізація: Японія робить судна для перевезення наливних та насипних вантажів, Франція — зріджених газів і хімікатів, Фінляндія — криголами й пасажирські судна, США — судна-баржовози та газовозні танкери.
Нова тенденція — переміщення суднобудівних потужностей в країни, що розвиваються. Крім Республіки Корея в «першу десятку» увійшла Бразилія. Це пов'язано з наявністю сировинної бази та дешевих трудових ресурсів.
У світовому виробництві суден питома вага України у 1995 році становила 0,8 %, а у 1998 впала до 0,3 %. Провідними покупцями українських суден є Греція (41 % загальної вартості проданих суден), Росія (30 %), Данія, Ліберія, Нідерланди.
Індекс промислової продукції знижується з кожним роком у 2011 - 2019 рр. як для підприємств машинобудування, так і для промисловості загалом. При цьому привертає увагу той факт, що у 2016 році спостерігається значне збільшення цього показника, а саме до рівня 102,8% та 102,0% у промисловості та у машинобудуванні відповідно, але з початком 2017 року індекс промислової продукції поступово зменшується. Така ситуація у 2016 році свідчить про збільшення обсягу виробництва (у грошовому вираженні) у цьому році щодо обсягу промислового виробництва в попередньому періоді, що є позитивною тенденцією.
Верстатобудування є галуззю, яка визначає науково-технічний прогрес у світі. Воно потребує залучення висококваліфікованих трудових ресурсів, тому розміщується в основному у економічно розвинутих країнах. Не випадково на шість із них — Японію, ФРН, США, Італію, Швейцарію та Францію — припадає 75 % виробництва верстатів. У експорті верстатів лідирують ті ж самі країни.
Верстатобудування в країнах світу має вузьку спеціалізацію. Так, США і ФРН перші за випуском верстатів з програмним управлінням; Японія і ФРН — металорізальних верстатів; США, Японія і ФРН — ковальсько-пресових верстатів; Швейцарія — прецизійних верстатів.
Сільськогосподарське машинобудування включає випуск комбайнів, жаток, сівалок, косарок, устаткування для тваринництва тощо. Всі ці машини орієнтуються на споживача і виробляються у тих країнах, де в них виникає потреба. Багато країн, що розвиваються, мають цехи зі збирання сільськогосподарської техніки, а комплектуючі завозять із Західної Європи, Японії та США. За обсягом виробництва сільськогосподарських машин лідирують США, вони ж є основними споживачами цієї техніки. Зернозбиральні комбайни випускають у Ростові-на-Дону, Таганрозі, Сизрані, Красноярську (Росія) Луганську й Кропивницькому (Україна); кукурудзозбиральні — в Херсоні (Україна); льонозбиральні — Бєжецьк, Люберці (Росія); бавовнозбиральні — Ташкент (Узбекистан); картоплезбиральні — Гомель (Білорусь), Рязань, Тула (Росія). Херсонський завод кукурудзозбиральних комбайнів налагодив виробництво зернозбирального комбайна «Славута».
Авіа- та ракетобудування характерне для економічно розвинутих країн. США виготовляє «Шатли», Франція — «Оріони», Росія — штучні супутники, космічні станції, модулі; Україна — ракетоносії «Зеніт» і «Протон». Також Україна бере участь у комічній програмі «Морський старт». Найбільші виробники літаків у світі — Boeing (США) та Airbus (консорціум Західної Європи). Також різні типи літаків виготовляють Франція, Італія, Канада, Швеція та інші. Росія виробляє військові та цивільні літаки і гелікоптери: МІГ, СУ, АН, ІЛ, ТУ та інші. В Україні виготовляють авіадвигуни (завод «Мотор-Січ» в Запоріжжі). Авіазаводи у Києві та Харкові налагоджують випуск ТУ-334, АН-140, АН-74, АН-74 ТК.
Важливим напрямом машинобудування є виробництво зброї. У світі серед виробників зброї виділяються розвинені країни, а серед покупців, як розвинені країни, так і ті, що розвиваються.
Приладобудування — це виробництво електро- та радіовимірювальних оптичних приладів, приладів часу, засобів зв'язку тощо. Найбільшими виробниками електротехнічного устаткування у світі є компанії АВВ (Швейцарія та Швеція), Siemens (ФРН), General Electric (США), GEC-Alsthom (Франція та Велика Британія).
Ці галузі виробництва спочатку з'явилися у Європі, США та Японії, а потім були перенесені також у Нові Індустріальні Країни (НІК) Східної, Південно-Східної Азії та Латинської Америки в розрахунку на дешеву робочу силу.
Одним із напрямів приладобудування є електронна промисловість. Вона зародилась у США, потім перейшла до Європи і Японії, а тепер змістилась у НІК. Зараз такі НІК, як Республіка Корея, Сінгапур, Гонконг, Тайвань, Бразилія, входять у десятку перших країн, поступаючись лише США, Японії, ФРН, Великій Британії та Франції. Спочатку в цих країнах тільки складали побутову електроніку з американських, європейських та японських деталей; тепер тут впроваджують своє інтегроване виробництво, яке містить всі основні стадії. Випускаються персональні комп'ютери, великі інтегральні схеми, периферійні системи, обладнання для електронного проєктування, засоби зв'язку, волоконна оптика тощо. У 1997 році у світі було виготовлено 80 млн персональних комп'ютерів. Лідер — компанія Compag (США).
В Україні ця галузь теж широко представлена: більшість продукції виробляється на підприємствах військово-промислового комплексу. Серед центрів виділяються Київ, Дніпро, Львів, Одеса, Харків, Сімферополь.
Важке машинобудування України включає виробництво металургійного, гірничого, підйомно-транспортного обладнання, енергетичних блоків (парових котлів, атомних реакторів, турбін, генераторів), а також іншої металомісткої та великогабаритної продукції. У цій галузі створюються підприємства повного циклу з випуском продукції невеликими серіями або індивідуального призначення. Потреба великої кількості металу, складність транспортування готової продукції зумовлюють розміщення цих підприємств поруч з металургійними центрами, хоча інколи вони розташовуються і в районах споживання. За класичний приклад може правити Донецько-Придніпровський район: Краматорськ, Дніпро, Харків, Донецьк, Маріуполь тощо.
Сільськогосподарське машинобудування — це передусім тракторний та моторобудівний заводи у Харкові, завод тракторних сівалок у Кропивницькому, бурякокомбайновий завод у Дніпрі тощо.
Машини та обладнання для хімічної промисловості виробляються у Сумах, Полтаві, Сніжному. В Західно-Українському та Центрально-Українському економічних районах переважає працемістке й неметаломістке виробництво: добре розвинені верстатобудування, автобудування, виробництво різних приладів, електро- та радіоапаратури, засобів автоматизації, технологічного обладнання.
Центри верстатобудування: Київ, Житомир, Львів. Виробництво приладів та засобів автоматизації: Київ, Житомир, Львів, Мукачево, Черкаси. Сільськогосподарське машинобудування тяжіє до місць споживання готової продукції.
Південь спеціалізується на суднобудуванні, судноремонті, виробництві сільськогосподарських машин, верстатів, будівельно-шляхового й підйомно-транспортного обладнання, машин для легкої та харчової промисловості. Морське й річкове суднобудування (Миколаїв, Херсон, Керч), судноремонт (Одеса, Чорноморськ, Херсон, Севастополь) — це найдавніші галузі промисловості регіону. Тут будують судна найрізноманітнішого призначення.
Машинобудівний комплекс України має значний науково-виробничий потенціал.

## Асоціації та товариства
- «Американське зварювальне товариство» (англ. The American Welding Society (AWS))
- «Американське товариство інженерів з опалення, охолодження та кондиціонування» (англ. American Society of Heating, Refrigerating and Air-Conditioning Engineers (ASHRAE))
- «Американське товариство інженерів-механіків» (англ. American Society of Mechanical Engineers (ASME))
- «Пай-Тай-Сиґма» (англ. Pi Tau Sigma) (Почесне товариство з машинобудування)
- «SAE International» (SAE)
- «Інститут інженерів-механіків» (англ. Institution of Mechanical Engineers (IMechE)) (Велика Британія)
- «Привілейований Інститут інженерів будівельних послуг» (англ. Chartered Institution of Building Services Engineers (CIBSE)) (Велика Британія)
- «Асоціація німецьких інженерів» (нім. Verein Deutscher Ingenieure (VDI)) (Німеччина)

## Сучасний стан машинобудування
Сьогодні машинобудування – головна галузь світової промисловості. Воно є основою економіки будь-якої країни і грає вирішальну роль в створенні і оновленні її матеріально-технічної бази. Йому належить виключно важлива роль в прискоренні науково-технічного прогресу, який спрямований на впровадження прогресивних форм організації виробництва, безперервний розвиток і вдосконалення засобів виробництва, створення принципово нових машин та технологічних процесів. 
Машинобудування займає перше місце серед галузей промисловості по вартості світової промислової продукції – близько 38 %, займає провідне місце в міжнародних економічних зв'язках та є найтрудомісткішим. Особливо виробництво, що випускає складну техніку (приладобудування, аерокосмічна галузь тощо). Воно в найбільшій мірі сприяє поглибленню спеціалізації і кооперації в світовому виробництві.
Провідна тенденція розвитку машинобудування — зростання обсягів виробництва при поглибленні спеціалізації і кооперації різних машинобудівних галузей і як результат розширення сфер застосування та покращення споживчих властивостей продукції.
Машинобудування має найскладніший галузевий склад – понад 300 різних галузей виробництва, який постійно змінюється. Новітні галузі переходять в нові, а потім стають загальноприйнятими. Їх замінюють інші новітні галузі.
У світі є величезний попит на продукцію машинобудування, який постійно зростає. Асортимент машинобудівної продукції налічує декілька мільйонів найменувань і є найширшим з усіх галузей промисловості. При цьому продукція машинобудівної галузі різна за масовістю виробництва. Наприклад бурових установок виробляється декілька сотень на рік, літаків – близько 1000 одиниць на рік, металоріжучих верстатів понад 1 млн шт., автомобілів близько 50 млн шт., а електронної техніки до 200 мільйонів одиниць рік.
Однією з умов розвитку машинобудування є забезпечення його висококваліфікованою робочою силою, як робочих, так і інженерно-технічних спеціальностей; наявність певного рівня виробничої культури, центрів наукових досліджень та розробок. Машинобудування – одна з найнаукоємніших галузей промисловості – досягнення науково-технічного прогресу передусім впроваджуються в виробництвах машинобудування. Близькість до сировинної бази необхідне тільки до деяких галузей тяжкого машинобудування – металургія, гірничошахтне і гірничорудне.
Галузевий склад машинобудування поділяється на три групи: 
1. Загальне машинобудування, до якого належать верстатобудування, важке машинобудування (металургійне, гірниче, хімічне, нафтогазове та інше), сільськогосподарське, атомне та інші галузі. Воно вирізняється такими властивостями, як різноманітність серійності продукції (від одиничних екземплярів до масового випуску) та тісним зв'язком з іншими галузями промисловості і сільського господарства.
2. Транспортне машинобудування, яке має такі галузі: 
  - автомобілебудування – провідна галузь транспортного машинобудування, яка відрізняється високою концентрацією виробництва; 90 % автомобілів випускають 10 великих компаній, сконцентрованих у США, Японії, Південній Кореї та Євросоюзі. В галузі зайнято понад 60 млн виробничого персоналу;
  - авіаракетно-космічна промисловість, що є наукоємною, використовує складні технології, які висувають особливі вимоги до науково-виробничої бази та кваліфікації працівників. Її продукція випускається тільки великими компаніями. Склад галузі складний – це виробництво літаків, гелікоптерів, авіадвигунів, авіоніки (електронного та навігаційного обладнання літальних апаратів), ракетобудування, виробництво космічних апаратів. Найпотужнішою авіакосмічною промисловістю володіє США.
  - суднобудування відрізняється високою матеріаломісткістю та трудоємністю виробництва; відстежується тенденція зменшення частки пасажирського транспорту та зростання спеціального (танкери, контейнеровози, науково-дослідні судна тощо). Центр суднобудування перемістився з Європи та США в Азію (Японія, Корея, Китай). Зокрема Японія та Південна Корея випускають понад 50 % світового виробництва морських суден.
  - залізничне обладнання – найстаріша галузь транспортного машинобудування, яка випускає локомотиви, вантажні вагони, цистерни, пасажирські вагони і т.ін. Центр цього напряму машинобудування поступово зміщується в Азію.
3. Електротехнічне машинобудування — найнаукоємніша галузь машинобудування, яка швидко прогресує. Висока концентрація виробництва в США, Японії (ці дві країни випускають близько 90 % мікросхем), Корея, Тайвань, Китай. Електроніка розвивається в напрямі мініатюризації виробів, підвищення їхньої надійності і довговічності.

Ключова роль у розвитку машинобудівної продукції належить авіаракетно-космічній промисловості, мікроелектроніці, робототехніці, атомно-енергетичній техніці, верстатобудуванню, важкому машинобудуванню, автомобілебудуванню. Більшість із цих галузей розвинута в Україні та має високий потенціал подальшого нарощування виробництва та конкурентоздатності на світовому ринку машинобудівної продукції. Зокрема в Україні розвинуті автомобілебудування, електротехнічне машинобудування, сільськогосподарське машинобудування, тракторобудування, хімічне та нафтохімічне машинобудування, будівельно-дорожне та комунальне машинобудування, приладобудування, машинобудування для легкої та харчової промисловості, виробництво побутових машин, верстатобудування та інструментальне машинобудування, авіабудування, гірничошахтне та гірничорудне машинобудування, залізничне машинобудування. Загалом машинобудівний комплекс України має значний інноваційний потенціал, значні можливості до формування нових і посилення наявних конкурентних переваг як на зовнішньому, так і на внутрішньому ринках, що дає впевненість у майбутньому машинобудівної галузі нашої країни. Нижче коротко зупинимося на тенденціях та специфіці окремих галузей загального машинобудування та електротехнічного.